# 파운데이션 (화장품)

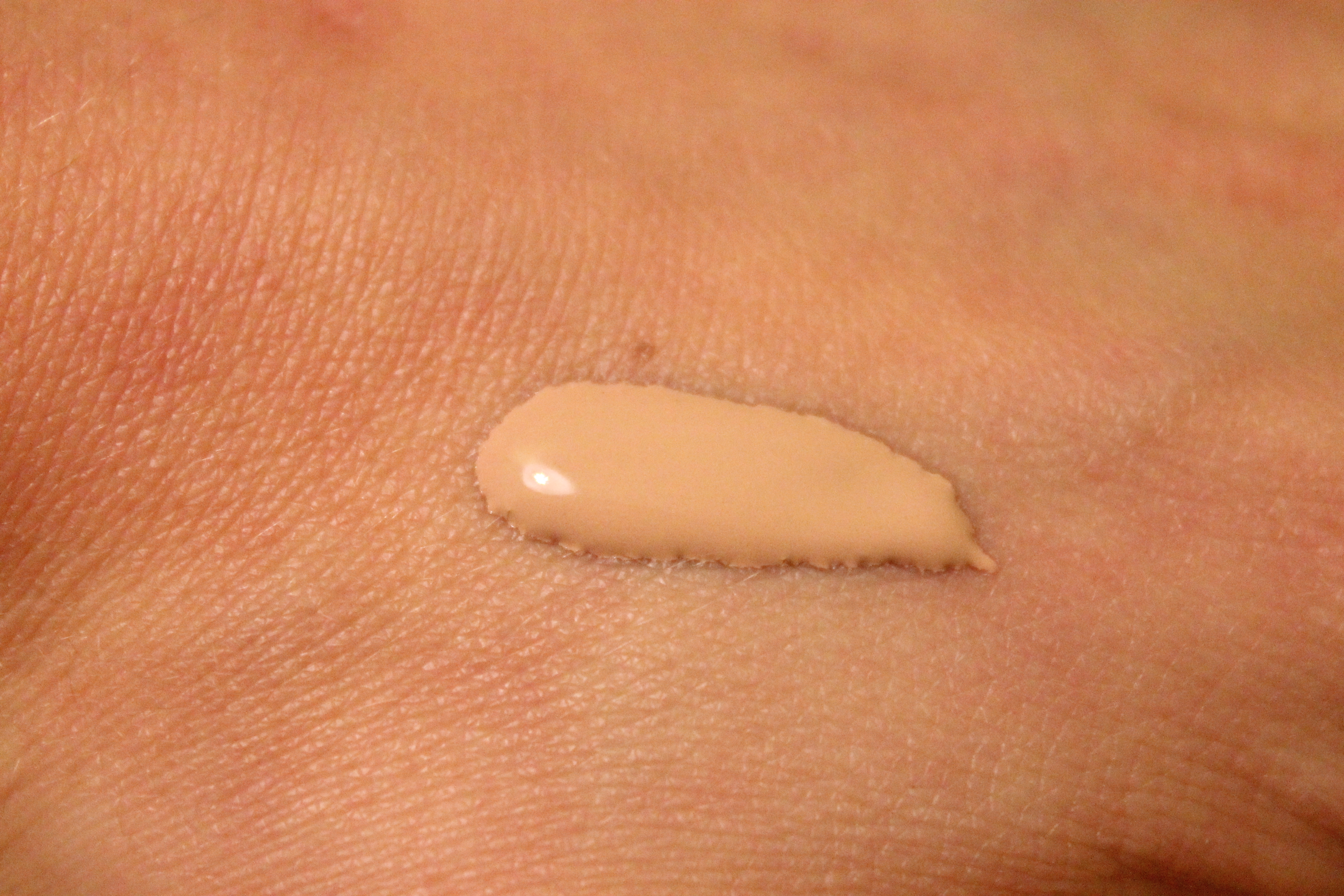
피부에 바른 파운데이션

파운데이션(foundation, 문화어 물분크림)은 화장품의 일종으로, 얼굴 전체에 발라, 기미, 주근깨, 잔주름, 모공 등을 덮어 피부색을 균일하게 정돈하는 역할을 한다.
파운데이션은 얼굴과 목에 적용되는 액체, 크림 또는 파우더 메이크업으로 안색에 고르고 균일한 색상을 만들고 결점을 커버하며 때로는 자연스러운 피부 톤을 변경한다. 일부 파운데이션은 모이스처라이저, 자외선 차단제, 수렴제 또는 보다 복잡한 화장품의 베이스 레이어 역할도 한다. 몸에 바르는 파운데이션은 일반적으로 "바디 페인팅" 또는 "바디 메이크업"이라고 한다.

## 같이 보기
- 블러셔
- 컨실러